# Rahnaward Zaryab

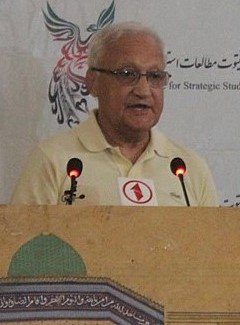
Rahnaward Zaryab (2016)

Rahnaward Zaryab (geboren August 1944 in Kabul; gestorben 10. Dezember 2020 ebenda) war ein afghanischer Journalist und Schriftsteller.

## Leben
Rahnaward Zaryab wurde in der Altstadt Kabuls im Stadtbezirk Rika Khana geboren, er war ein Kind von Analphabeten, sein Vater handelte mit Geschirr. Er studierte Journalismus an der Universität Kabul und ging mit Stipendien zum Studium nach Neuseeland und nach Großbritannien und als Postdoc nach Wales. Nach dem Studium arbeitete er zunächst als Gerichtsreporter für das Magazin Zhvandūn, um wie er sagte, Geschichten einzusammeln. Er schrieb auch für andere Zeitungen.
Zaryab heiratete die 1949 geborene Schriftstellerin Spojmai Zaryab, sie haben drei Kinder.
1991 emigrierten seine Frau, die Kinder und er nach Frankreich. Er kehrte nach dem Fall der Taliban-Herrschaft 2001 allein nach Afghanistan zurück. Er arbeitete zeitweise als Moderator beim privaten Sender Tolo TV und bildete junge Journalisten aus. Zwischenzeitlich war er Berater des damaligen Präsidenten Hamid Karzai und war kurzzeitig Kulturminister.
Zaryab schrieb in Dari mehr als einhundert Kurzgeschichten, mehrere Romane und ein Drehbuch. Er löste sich vom traditionellen Erzählstil und schuf neue Ausdrucksformen der Literatur in Afghanistan.
Zaryab starb im Dezember 2020 an COVID-19.